# Rødekro
Rødekro (tysk: Rothenkrug) er en stationsby i Sønderjylland med 6.193 indbyggere  (2024), beliggende 33 km nord for Frøslev grænse, 37 km nordøst for Tønder, 28 km sydvest for Haderslev og 8 km nordvest for Aabenraa. Byen hører til Aabenraa Kommune og ligger i Region Syddanmark.

## Rødekro Kommune
I 1970-2006 var Rødekro kommunesæde i Rødekro Kommune. Kommunens våbenskjold var 3 oksepander med horn, spiddet på et sølvsværd med rød baggrund.

## Rise
Rødekro hører til Rise Sogn. Rise Kirke ligger i bydelen Rise, som er den gamle kirkelandsby Rise, der midt i 1900-tallet voksede sammen med Rødekro.

## Geografi
Gennem byen løber Rødå, der har sit navn efter farven, som stammer fra den lerholdige undergrund. Rødå løber fra øst mod vest og munder via Arnå og Vidå ud i Vesterhavet.
Hærvejen fra Viborg til Hamborg (der i fredstid også har heddet Oksevejen) går gennem Rødekro. Immervad Bro ligger 11 km nord for Rødekro.
Åbenrå-senderen i Kassø 8 km sydvest for Rødekro er en af de 16 sendere i TV2’s sendenet, der blev rejst i 1988-89. Efter at det analoge sendernet blev nedlagt i 2009, fungerer den 320 m høje mast som digital TV-sender og mobilmast.

## Faciliteter
- De tidligere skoler Fladhøj og Rødekro blev i 2012 slået sammen til Hærvejsskolen, som har ca. 800 elever. De ca. 300 elever i indskolingen (0.-3. klasse) går på Fladhøj Skole, mens mellemtrinnets og overbygningens elever går på Rødekro Skole. På Hærvejsskolen er der også en specialklasserække. Det nærmeste gymnasium er Aabenraa Statsskole.
- Den tyske skole har 0.-7. klassetrin og underviser i både tysk og dansk på modersmålsniveau.[3]
- Rødekrohallen bruges især til håndbold, badminton og senioraktivitet. Den ligger midt i byen i forlængelse af Borgerhuset, som er et aktivitetshus for byens foreninger.
- Fladhøjhallen har plads til gymnastik, fodbold, tennis og badminton samt en motorikbane for børnene. Ved siden af hallen ligger Børnehuset Fladhøj.
- Byen har 3 supermarkeder, bageri, slagter, grillbar, pizzeria, apotek, lægehus, tandlægehus og dyrlæge.

## Historie

### Æ Vold
Vendersvold er en vold mellem to mosedrag 3 km nord for Rødekro, måske et forsvarsanlæg mod en fjende sydfra. I dag er det meste af volden jævnet, men langs nordsiden har der været en halvanden meter dyb voldgrav. Anlægget er dateret til omkring år 279 og har været en kombination af grav, vold og palisader i eg.

### Røde Kro
Hvor Hærvejen krydser Rødå, blev der i 1600-tallet bygget en kro ved navn Røde Kro'. Der havde allerede siden ca. år 1500 ligget en kro, der dog nedbrændte.

### Jernbanen
Rødekro fik i 1864 jernbanestation på strækningen Flensborg-Vojens, der i 1866 blev ført videre til Vamdrup. Stationen lå syd for åen 100 m syd for kroen, der lå nord for åen. Ellers var der kun et par spredte gårde i området.
I 1868 blev sidebanen til Aabenraa indviet, og Rødekro blev jernbaneknudepunkt. 1,3 km fra Rødekro station blev der lagt et trinbræt ved Rise. Persontrafikken på Aabenraabanen ophørte i 1971, men godstrafik fortsatte til begyndelsen af 1990'erne. Derefter har der kørt veterantog på banen indtil 2003. Fra 2004 blev banen ikke vedligeholdt, og nu køres der kun med skinnecykler.

### Sikringsstilling Nord
I september 1916 under 1. Verdenskrig påbegyndte Tyskland opførelsen af Sikringsstilling Nord for at gardere sig, hvis englænderne gik i land i Jylland og åbnede en ny front der. 4 km nord for Rødekro ligger Andholm Batteri, som var et af stillingens store kanonbatterier og det eneste der er bevaret. Det består af to mandskabsbunkere og et ammunitionsmagasin. Efter Genforeningen sprængte danske ingeniørtropper det meste af stillingen væk for at undgå at tyskerne kunne benytte den ved et nyt angreb på Danmark. Men Andholm Batteri lå på privat grund, og ejeren syntes bunkerne skulle bevares.

### Genforeningen
Folkeafstemningen ved Genforeningen i 1920 gav i Rise Sogn 736 stemmer for Danmark, 401 for Tyskland. I 1937 rejste Rise Ungdomsforening en genforeningssten ved Rise Bygade sydvest for kirken.

### Stationsbyen
Foruden Røde Kro, som gav byen navn, viser det danske målebordsblad efter Genforeningen Rødemølle, en fabrik, hotel, mejeri, vandværk, postkontor, telegrafkontor, telefoncentral samt i Rise to kroer og et bageri.

## Folketal
| 1921 | 1925  | 1930  | 1935  | 1940  | 1945  | 1950  | 1955               | 1960  | 1965  |
| ---- | ----- | ----- | ----- | ----- | ----- | ----- | ------------------ | ----- | ----- |
| 751  | 1.051 | 1.111 | 1.115 | 1.170 | 1.313 | 1.381 | 1.592 (inkl. Rise) | 1.621 | 1.943 |